# Carl Charlier
Carl Vilhelm Ludwig Charlier (ur. 1 kwietnia 1862 w Östersund, zm. 5 listopada 1934 w Lund) – szwedzki astronom.

## Życiorys
W 1887 roku uzyskał doktorat na Uniwersytecie w Uppsali. Pracował też na Uniwersytecie w Sztokholmie, a od 1897 roku był profesorem astronomii i kierownikiem obserwatorium na Uniwersytecie w Lund.
Prowadził badania statystyczne dotyczące ruchu i pozycji gwiazd w Galaktyce. Rozwinął teorie kosmologiczne Johanna Lamberta. Przetłumaczył na język szwedzki Principia Isaaca Newtona.

## Wyróżnienia
- 1924 – Medal Jamesa Craiga Watsona
- 1933 – Bruce Medal

## Nazwane jego imieniem
- (8677) Charlier – planetoida
- Charlier – krater na Księżycu